# Bali (cheval)
Pour les articles homonymes, voir Bali (homonymie).
Vous lisez un « bon article » labellisé en 2016.
Le Bali (en indonésien kuda-Bali, soit « cheval de Bali ») est une race de poney d'origine ancienne, propre à l'île du même nom, en Indonésie. Il n'en est vraisemblablement pas natif, trouvant son origine dans l'importation de chevaux mongols sous la dynastie Tang, avec plus tard l'influence de chevaux arabes et perses. Le Bali est un poney de taille moyenne à la tête large, et dont la crinière pousse hérissée. Sa robe porte souvent une raie de mulet et des caractères primitifs. Il est utilisé par les habitants de Bali pour tous les transports de la vie quotidienne. Ce poney est attelé devant les dokar et bâté pour le transport de coraux. Bien que l'effectif de 3 500 poneys recensés en 1997 soit assez réduit, la race n'est pas considérée comme menacée.

## Histoire

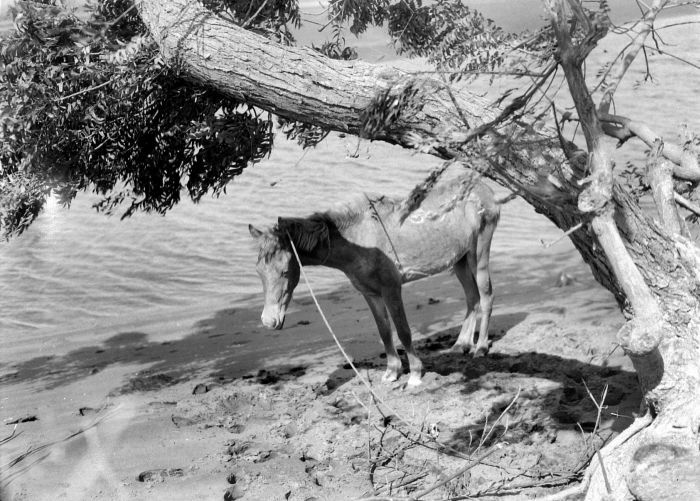
Poney de Bali au bord d'une plage.

La robe de ces poneys présente des caractères primitifs, fournissant un indice sur leur ancienneté. D'après le ministère de l'agriculture d'Indonésie, la race trouverait son origine dans des chevaux mongols appartenant à la cavalerie chinoise, et amenés au roi de Java à l'occasion d'échanges diplomatiques entre les Chinois et les Indonésiens, sous la dynastie Tang, puis plus tard sous la dynastie Yuan,. Des animaux originaires de l'ouest de l'Asie et du Turkménistan ont vraisemblablement influencé le cheptel. Les Indiens ont également amené des chevaux sur Bali, mais dont l'origine reste inconnue. Les Hollandais ont complété le cheptel au XVIIIe siècle par des importations de chevaux arabes et perses. 
En mai 1826, une chronique parue dans le Singapore chronicle asiatic journal signale qu'on « trouve le cheval en abondance dans les îles de Bali et de Lombok, mais il y est d'une race inférieure ». Des chevaux de l'île de Java ont fréquemment été transportés par bateau vers Bali. Charles Darwin cite les chevaux indonésiens, dont ceux de Bali, en exemple de variation d'une même espèce animale domestique dans son ouvrage de référence De la variation des animaux et des plantes sous l'action de la domestication (1876).

## Description
Le Bali est proche extérieurement des autres poneys indonésiens. Tamsin Pickeral évoque une ressemblance avec le cheval de Przewalski. Il toise de 1,20 m à 1,32 m (1,21 m à 1,33 m selon Maurizio Bongianni). La tête est large, dotée d'un profil rectiligne, d'yeux en amande, et surmontée de petites oreilles. L'encolure est souvent courte et droite, bien proportionnée, surmontée d'une crinière hérissée et poussant droite. Ce type de crinière est vu comme un héritage du cheval sauvage asiatique,. La poitrine est profonde, les épaules sont plutôt droites. Le garrot est généralement assez bas et peu sorti, le dos court et droit, parfois carpé, c'est-à-dire incurvé vers le haut. La croupe est inclinée. Les jambes sont solides, dotées de bonnes articulations et terminées par des sabots très durs,. 

### Robe
Ce poney présente très souvent une raie de mulet, due au gène Dun, des crins noirs, et des marques primitives sur le corps. Il a généralement le bas des membres et les crins noirs,. Cependant, la FAO indique que la robe dominante est le « marron » (probablement le bai sous toutes ses nuances).

### Tempérament, entretien et santé
C'est un poney calme et docile. Comme tous les chevaux indonésiens, il résiste bien aux maladies et aux blessures des membres. Il est doué de force, et d'une grande frugalité. Bien que les Indonésiens n'aient pas forcément bonne réputation pour le soin porté aux animaux, les poneys sont généralement bien traités sur Bali, surtout lorsqu'ils rapportent des revenus liés au tourisme. Quand ils ne mettent pas leur poney au travail, les insulaires le gardent à l'écurie. 
Les poneys de Lombok peuvent être touchés par le selakarang, une maladie d'origine fongique qui provoque une forte mortalité équine en Indonésie.

## Utilisations

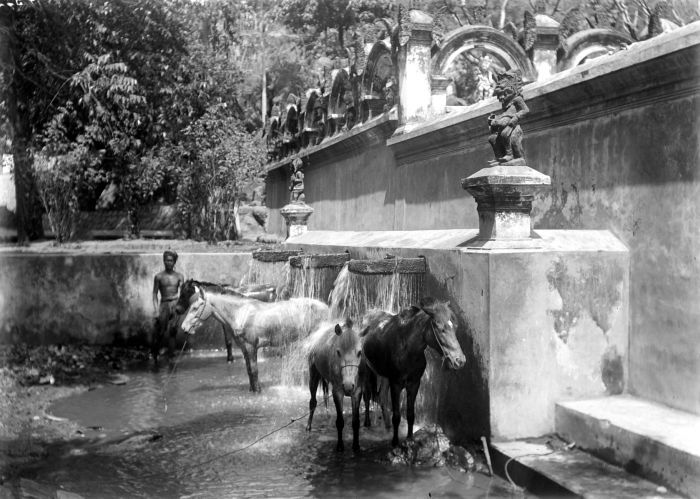
Poneys de Bali rafraîchis sous une fontaine.

Le poney de Bali a toujours été mis au travail, depuis au moins une centaine d'années. Il est surtout utilisé pour la traction, le bât, et plus rarement la selle. Les dokar, de petits véhicules hippomobiles à deux roues typiques de l'île, sont toujours utilisés dans les régions reculées. Les poneys de traction sont ornés de grelots. 
Les habitants de Bali bâtent leurs poneys pour transporter du corail, dans le cadre du commerce des matériaux de construction. En 1951, Fred Blanchod parle du marché où « les poneys de bât apportent les produits pour le troc, riz, manioc, maïs, tabac, bananes ». Les poneys sont aussi montés par des touristes désireux de découvrir l'île à cheval.

## Diffusion de l'élevage
Cette race appartient au groupe des poneys natifs d'Asie, et parmi celui-ci, aux poneys natifs indonésiens,. Elle est propre à l'île de Bali, à l'ouest des petites îles de la Sonde orientales. En 1997, un recensement assez précis transmis à la FAO fait état de 3 500 poneys, avec une tendance à la baisse. Il n'y a pas de programme de conservation particulier. Le Bali est répertorié dans l'étude de l'université d'Uppsala (2010) comme une race locale asiatique, qui n'est pas menacée d'extinction. D'après l'évaluation de la FAO réalisée en 2007, la race « kuda-Bali » est « non menacée ».
Par ailleurs, l'ouvrage Equine Science (4e édition de 2012) le classe parmi les races de poneys peu connues au niveau international.

## Dans la culture
Joseph Conrad fait mention d'un poney de Bali dans ses Souvenirs personnels, en 1912. Almayer tente d'importer l'animal pour satisfaire son ambition et son amour du grandiose. L'auteur s'en étonne car Almayer ne montera probablement pas le poney. Il évoque un plan diplomatique ou un « schéma plus profond ».